# Can Seca
Can Seca és un edifici del municipi de Tossa de Mar (Selva). La masia original del segle xviii, va ser tirada i construïda completament de nou a mitjans del segle passat, donant lloc a l'edifici que podem contemplar avui en dia. Forma part de l'Inventari del Patrimoni Arquitectònic de Catalunya.

## Descripció
Ens trobem davant d'una masia de planta rectangular que consta de planta baixa i dos pisos superiors. La masia està coberta amb una teulada a dues aigües de vessants a laterals i rematada amb un ràfec prominent, format per cinc fileres: la primera i la segona de rajola plana, la tercera de teula, la quarta de rajola plana i la cinquena de teula.
La masia està estructurada internament basant-se en tres crugies. La planta baixa consta de tres obertures. Al centre tenim el portal adovellat d'accés d'arc de mig punt amb unes dovelles de mida mitjana ben escairades i treballades. Simultàniament el portal està flanquejat per dues obertures, una per banda, que s'han traduït a la pràctica en dues finestres rectangulars emmarcades amb pedra i cobertes amb un enreixat de ferro forjat.
El primer i segon pis han estat resolts partint del mateix esquema formal, que consisteix en l'aplicació de tres obertures per pis. Al mateix temps aquestes sis obertures responen a una tipologia similar, és a dir sis finestres rectangulars equipades amb llinda monolítica, muntants de pedra i ampit treballat. Trenca aquest ritme la gran obertura central, la qual està projectada com a balconada i equipada amb una gran barana de ferro forjat. Esmentar que a sota l'ampit de les dues finestres que flanquegen la balconada, una per banda, trobem la solució arquetípica que consisteix a disposar dues o tres pedres com a mesura de reforç en la sustentació de la pesant finestra.
La masia està flanquejada a ambdós cantons per dos porxos laterals -un per banda-. De tots dos, destaca especialment el que està orientat a l'est, el qual actua com a basament per una galeria superior que concorda físicament amb el primer pis o planta noble de la masia. El que està encarat a l'oest, és de dimensions molt més petites i austeres, però tanmateix actua com a base per la balconada correguda del primer pis.
Cal remarcar la presència d'un element interessant dintre la finca. I és que en la part posterior de la masia trobem una torre de defensa de planta cilíndrica o esfèrica la qual ha estat molt restaurada. La torre contempla una alçada d'entre 15 i 20 metres, aproximadament, i consta de dues obertures, com són el portal a la planta baixa i una finestra rectangular, ambdues equipades amb llinda monolítica, muntants de pedra i la finestra està complementada amb un senzill ampit. La torre està arrebossada i pintada, excepte una franja mínima de la part superior en la qual apareix la pedra vista.
Pel que fa al tema dels materials, tota la masia està completament arrebossada i pintada, mentre que la pedra nomolítica de Girona la localitzem en parts molt puntuals i específiques com ara des de les dovelles del portal d'accés, passant per les llindes i brancals de les finestres i fins a arribar als ampits.